# Wright J-5

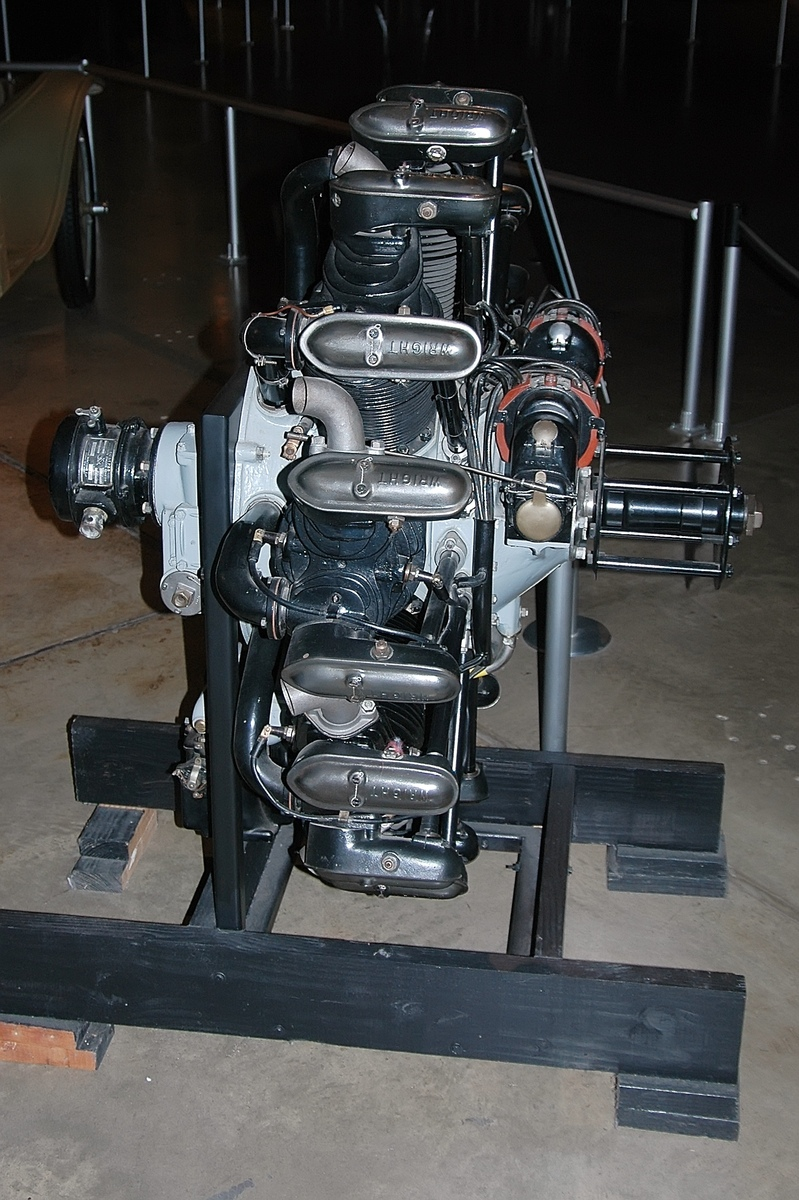
Wright R-790

Der Wright J-5 war ein luftgekühlter Flugmotor des US-amerikanischen Herstellers Wright Aeronautical (ab 1929 Curtiss-Wright). Der Neunzylinder-Sternmotor mit rund 12,9 Litern Hubraum (entspricht 790 cubic inches – der Wert ist auch in der militärischen Typenbezeichnung Wright R-790 Whirlwind enthalten; das R bedeutet Radial engine – Sternmotor) hatte eine Leistung zwischen 147 kW (200 PS) und 173 kW (235 PS).
Erstmals bei einem Verbrennungsmotor kamen natriumgekühlte Ventile zum Einbau.
Der J-5, von dem mindestens 424 Stück ausgeliefert wurden und der bis 1930 in der Fertigung blieb, wurde schließlich durch den in drei Ausführungen als Fünf-, Sieben- und Neunzylinder hergestellten Wright J-6 abgelöst.

## Entwicklung
Der Motor basiert auf dem Kurbeltrieb des Lawrance J-1 der Lawrance Aero Engine Corporation, aus dem die Wright J-3 und Wright J-4 hervorgingen. Samuel D. Heron entwarf 1925 neue Zylinderköpfe für den J-4, der nun die Bezeichnung J-5 erhielt. Um einen störungsarmen Dauereinsatz zu erreichen, versah er die Maschine neben den natriumgekühlten Ventilen mit selbstschmierenden Kipphebelwellen und verzichtete auf Luftschraubengetriebe sowie Motoraufladung.

## Verwendung
Die ersten J-5-Serienmotoren wurden am 7. Juli 1926 an die US-Navy ausgeliefert. Im Lauf der Zeit wurde der Motor bei einer Reihe von Flugzeugen als Antrieb verwendet. Insbesondere kam er auch bei Prototypen zum Einsatz.
- Atlantic C-2
- Consolidated PT-3
- Consolidated NY
- Consolidated N3Y
- Dayton-Wright XPS-1
- Douglas O-14
- Fairchild FC-2
- Fokker F.VII
- Ford AT-5 Trimotor
- Ford C-3
- Keystone O-15
- Keystone NK
- Naval Aircraft Factory N3N
- Spirit of St. Louis
- Stearmann NS
- ZMC-2 (Luftschiff)

## Besondere Einsatzleistungen

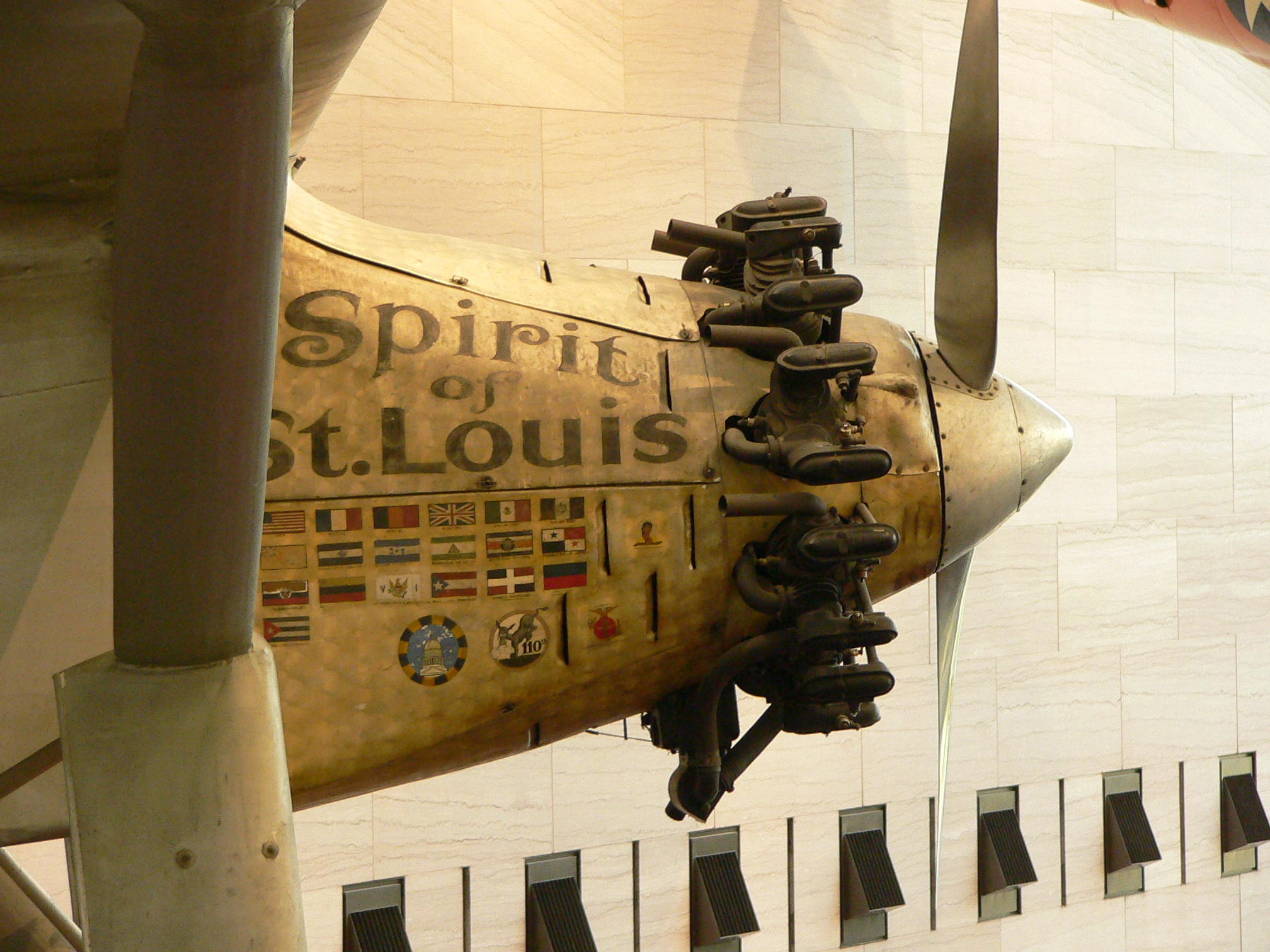
Der Wright-J-5-Sternmotor an Lindberghs Flugzeug Spirit of St. Louis

Der Motor erwarb sich schnell den Ruhm der unbedingten Zuverlässigkeit und großer Effizienz. Dies war der Grund für Charles Lindbergh, bei seiner Nonstop-Atlantiküberquerung 1927 einen Wright-J-5-Motor einzusetzen.

## Technische Daten
| Typ                    | R-790-1                        | R-790-3                        | R-790-5                                                                     |
| ---------------------- | ------------------------------ | ------------------------------ | --------------------------------------------------------------------------- |
| Version                | Grundausführung                | konstruktive Verbesserungen    | konstruktive Verbesserungen, geschirmtes Zündsystem, Generatorantriebswelle |
| Leistung               | 147 kW / 200 PS bei 1800 min−1 | 147 kW / 200 PS bei 1800 min−1 | 147 kW / 200 PS bei 1800 min−1                                              |
| Hubraum                | 12913 cm³                      | 12913 cm³                      | 12913 cm³                                                                   |
| Bohrung                | 114,3 mm                       | 114,3 mm                       | 114,3 mm                                                                    |
| Hub                    | 139,7 mm                       | 139,7 mm                       | 139,7 mm                                                                    |
| Gewicht                | 226 kg                         | 217 kg                         | 217 kg                                                                      |
| Länge                  | 1021 mm                        | 866 mm                         | 866 mm                                                                      |
| Durchmesser            | 1143 mm                        | 1143 mm                        | 1143 mm                                                                     |
| Spezifischer Verbrauch | 277 g/kWh                      | 277 g/kWh                      | 277 g/kWh                                                                   |